# ولگردها (فیلم ۱۹۵۳)
ولگردها (به ایتالیایی: I Vitelloni) فیلمی ایتالیایی به کارگردانی فدریکو فلینی و محصول سال ۱۹۵۳ می‌باشد که در ژانر کمدی-درام ساخته شده‌است. داستان این فیلم در مورد ماجراهای پنج جوان است که مایل نیستند به جرگه آدم‌های بزرگسال و مسئولیت پذیر بپیوندند.

## بازیگران
- فرانکو اینترلنگی به در نقش مورالدو روبینی
- آلبرتو سوردی در نقش آلبرتو سُردی
- فرانکو فابریتزی در نقش فائوتسو مورتی
- لئوپولدو تریئسته در نقش لئوپولدو وانوچی
- ریکاردو فلنی در نقش ریکاردو
- لینو توفولو در نقش پسرکی در کارناوال (در عنوان‌بندی نیامده)